# Alain Levent
Alain Levent (ur. 15 września 1934 w Paryżu, zm. 28 sierpnia 2008 tamże) – francuski operator i reżyser filmowy. W ciągu trwającej blisko pół wieku kariery w branży filmowej pracował na planie ponad 80 tytułów. Jego jedyny projekt reżyserski, Bar na skrzyżowaniu (1972), został zaprezentowany w konkursie głównym na 22. MFF w Berlinie.

## Wybrana filmografia

### Operator
- Cleo od 5 do 7 (Cléo de 5 à 7) (1962)
- Złodziej z Tibidabo (Le voleur de Tibidabo) (1964)
- Zakonnica (La religieuse) (1966)
- Wkrótce będzie koniec świata (Biće skoro propast sveta) (1968)
- Les Gauloises bleues (1968)
- Miłość szalona (L'amour fou) (1969)
- Le Far West (1973)
- Dracula: Ojciec i syn (Dracula père et fils) (1976)

### Reżyser
- Bar na skrzyżowaniu (Le bar de la fourche) (1972)